# Décès en 1911
Décès
- 1907
- 1908
- 1909
- 1910
- 1911
- 1912
- 1913
- 1914
- 1915

Cette page dresse une liste de personnalités mortes au cours de l'année 1911.
Pour une information complémentaire, voir la page d'aide.
La liste des décès est présentée dans l'ordre chronologique.
La liste des personnes référencées dans Wikipédia est disponible dans la page de la Catégorie:Décès en 1911

## Janvier
- 3 janvier : Jean Pierre François Lamorinière, peintre belge (° 20 avril 1828).
- 11 janvier : Richard von Perger, chef d’orchestre, pédagogue et compositeur autrichien (° 10 janvier 1854).
- 25 janvier : Alfred de Richemont, peintre et illustrateur français (° 6 avril 1857).

## Février
- 2 février : David Laksine, peintre et sculpteur russe (° 1888).
- 7 février : 
  - Frederik Abrahamson, officier et homme politique danois (° 29 octobre 1822).
  - Pieter Dupont, aquarelliste, peintre, dessinateur, graveur, créateur de livres, pastelliste, designer et professeur néerlandais (° 5 juillet 1870).
  - Gideon Ellis Newman, homme politique américain (° 26 octobre 1823).
- 22 février : Carl Fredrik Hill, peintre et dessinateur suédois (° 31 mai 1849).
- 24 février : Fermo Forti, peintre et sculpteur italien (° 3 février 1839).
- 25 février : Fritz von Uhde, peintre allemand (° 22 mai 1848).
- ? février : Anatole Guillot, peintre et céramiste français (° 23 février 1865).

## Mars
- 1er mars : Jacobus Henricus van 't Hoff, physicien et chimiste hollandais (prix Nobel de chimie 1901) (° 30 août 1852).
- 2 mars : Louis-Alexandre Bouché, peintre français (° 10 janvier 1838).
- 6 mars : Guglielmo de Sanctis, peintre italien (° 8 mars 1829).
- 13 mars :
  - Marie Adrien Lavieille, peintre française (° 22 novembre 1852).
  - Giuseppe Sciuti, peintre italien (° 26 février 1834).
- 20 mars : Jean-Théodore Radoux, compositeur, bassoniste et pédagogue belge (° 9 novembre 1835).
- 25 mars : Shigeru Aoki, peintre japonais (° 13 juillet 1882).
- 29 mars : Alexandre Guilmant, organiste, improvisateur, compositeur et professeur français (° 12 mars 1837).
- 30 mars : Pellegrino Artusi, critique littéraire, écrivain et gastronome italien (° 4 août 1820).

## Avril
- 4 avril : Constantin Kryjitski, peintre russe (° 17 mai 1858).
- 8 avril : Gaetano Esposito, peintre italien (° 17 novembre 1858).
- 10 avril : Mikalojus Konstantinas Čiurlionis, compositeur et peintre lituanien (° 22 septembre 1875).
- 15 avril : Wanda Wojnarowska, institutrice et militante socialiste franco-polonaise (° 1er mai 1864).
- 16 avril : George Howard, 9e comte de Carlisle, aristocrate, homme politique, peintre et graveur britannique (° 12 août 1843).
- 18 avril : Edmond Lefever, sculpteur belge (° 25 février 1839).
- 25 avril : Emilio Salgari, écrivain italien (° 21 août 1862).

## Mai
- 5 mai : Aristide Delannoy, peintre, dessinateur de presse et caricaturiste français (° 30 juillet 1874).
- 11 mai : Frédéric Grasset, peintre français (° 30 janvier 1848).
- 18 mai : Gustav Mahler, compositeur (° 7 juillet 1860).
- 20 mai : Nevil Story Maskelyne, photographe et politicien britannique (° 3 septembre 1823).
- 24 mai : Dezső Bánffy, homme politique hongrois (° 28 octobre 1843).

## Juin
- 2 juin : Axel Olof Freudenthal, professeur finlandais (° 12 décembre 1836).
- 7 juin : Maximilien Strauch,  homme politique belge (° 4 octobre 1829).
- 8 juin : Gustave Henri Eugène Delhumeau, peintre français (° 1er novembre 1836).
- 23 juin : Cecrope Barilli, peintre italien (° 2 avril 1839).
- 29 juin : Paul de Longpré, peintre floral français (° 18 avril 1855).

## Juillet
- 2 juillet : Felix Mottl, chef d'orchestre et compositeur autrichien (° 24 août 1856).
- 15 juillet :
  - Carlo Ademollo, peintre italien (° 9 octobre 1824).
  - Fulvia Bisi, peintre italienne (° 24 décembre 1818).
- 17 juillet : Vahram Kevorkian, footballeur arménien (° 17 décembre 1887).
- 23 juillet : René Binet, architecte, décorateur, peintre et théoricien de l'art français (° 14 octobre 1866).
- 25 juillet : Armand Beauvais, peintre français (° 30 novembre 1840).
- 30 juillet : Adolphe Deslandres, compositeur et organiste français (° 22 janvier 1840).

## Août
- 2 août : Léon Auguste Tourny, peintre français (° 2 août 1835).
- 10 août : Josef Israëls, peintre néerlandais (° 27 janvier 1824).
- 11 août : Charles Louis Gratia, peintre et pastelliste français (° 9 novembre 1815).
- 12 août : Jules Brunet, général de division français ayant combattue au côté des Samouraï (° 2 janvier 1838).
- 15 août :
  - Cándido Candi, compositeur de musique religieuse et organiste espagnol (° 4 février 1844).
  - José Gonçalves da Silva, propriétaire terrien et homme politique brésilien (° 22 décembre 1838).
- 19 août : Alexandre Artus, chef d'orchestre et compositeur de musique classique français (° 27 novembre 1821).

## Septembre
- ? septembre : Léopold Flameng, peintre, graveur et illustrateur français (° 22 novembre 1831).
- 8 septembre : Jan Puzyna de Kosielsko, cardinal polonais, évêque de Cracovie (° 13 septembre 1842).
- 14 septembre : Piotr Stolypine, premier ministre du tsar Nicolas II de Russie (° 14 avril 1862).
- 16 septembre : Hishida Shunsō, peintre japonais (° 21 septembre 1874).
- 18 septembre : Jules-Alphonse Cousin, évêque de Nagazaki (° 21 avril 1842).
- 19 septembre : Mary Leebody, botaniste irlandaise (° 1847).
- 25 septembre : Henri Toussaint, peintre, illustrateur et graveur français (° 10 avril 1849).

## Octobre
- 5 octobre : Charles Malherbe, violoniste, musicologue, compositeur et éditeur de musique français (° 21 avril 1853).
- 11 octobre : Eugène Cauchois,peintre français (° 14 février 1850).
- 27 octobre : Francis Boggs, acteur, réalisateur, scénariste et producteur de cinéma américain (° mars 1870).

## Novembre
- 10 novembre : Félix Ziem, peintre français de l'École de Barbizon (° 25 février 1821).
- 12 novembre : Bagher Khan, homme politique iranien (° 1862).
- 16 novembre : Max Zenger, compositeur allemand (° 2 février 1837).
- 18 novembre :
  - Louis Canivez, compositeur et chef d'orchestre belge (° 24 avril 1847).
  - Gustave Michiels, compositeur, violoniste et chef d'orchestre belge (° 20 août 1845).
- 26 novembre : Paul Lafargue, écrivain et homme politique français (° 15 janvier 1842).

## Décembre
- 6 décembre : Paul Destribaud, compositeur français (° 3 novembre 1831).
- 8 décembre :
  - Alphonse Legros, peintre, graveur et sculpteur britannique d'origine française (° 8 mai 1837).
  - Tony Robert-Fleury, peintre d'histoire et portraitiste français (° 1er septembre 1837).
- 12 décembre :
  - Daniel Joseph Greene, homme politique canadien (° 1850).
  - Muhammad Kadhim Khorasani, Marja-e Taqlid et philosophe chiite iranien (° 1839).
- 13 décembre : Paul Vayson, peintre et graveur français (° 4 décembre 1841).
- 14 décembre : Vassili Maksimov, peintre de genre russe (° 10 février 1844).
- 28 décembre : Alphonse Muraton, peintre français (° 16 avril 1824).
- 31 décembre :  Grigori Miassoïedov, peintre russe (° 19 avril 1834).

## Date inconnue
- Auguste Emile Bellet, peintre français (° 2 avril 1856).
- Frédéric Samuel Cordey, peintre français (° 1854).
- Émile Idiers, homme politique belge (° 27 octobre 1830).
- Oshita Tojiro, peintre japonais (° 1870).
- George Louis Poilleux Saint-Ange, peintre français (° 20 juin 1853).